# Tkalec
 Ovo je glavno značenje pojma Tkalec. Za druga značenja pogledajte Tkalec (razdvojba).
Tkalec (nekada Kalec) je naselje u Republici Hrvatskoj, u sastavu Općine Breznica, Varaždinska županija. 

## Stanovništvo
Prema popisu stanovništva iz 2001. godine, naselje je imalo 111 stanovnika te 39 obiteljskih kućanstava.
| broj stanovnika | 104   | 129   | 128   | 148   | 276   | 223   | 209   | 209   | 273   | 255   | 215   | 203   | 161   | 150   | 111   | 94    | 66    |
|                 | 1857. | 1869. | 1880. | 1890. | 1900. | 1910. | 1921. | 1931. | 1948. | 1953. | 1961. | 1971. | 1981. | 1991. | 2001. | 2011. | 2021. |

## Poznate osobe
Ovdje je služio Nikola Krajačević hrvatski pisac koji je svoja djela pisao na kajkavskom narječju hrvatskog jezika.

## Vanjske poveznice
- Tkalec se ranije zvao Tkalec Breznički